# Nghi Phong, Nghi Xuân
Nghi Phong (chữ Hán giản thể: 宜丰县, âm Hán Việt: Nghi Phong huyện) là một huyện thuộc địa cấp thị Nghi Xuân, tỉnh Giang Tây, Cộng hòa Nhân dân Trung Hoa. Huyện này có diện tích 1934,11 ki-lô-mét vuông, dân số năm 2002 là 272.000 người. Mã số bưu chính của huyện Nghi Phong là 336300, mã vùng điện thoại là 0795. Chính quyền huyện đóng ở trấn Tân Xương. 

## Hành chính
Huyện Nghi Phong được chia ra làm 12 đơn vị hành chính cấp hương, gồm 8 trấn và 4 hương. Ngoài ra huyện này còn quản lí 5 đơn vị tương đương cấp hương khác
- Trấn: Tân Xương (新昌镇), Trừng Đường (澄塘镇), Đường Phố (棠浦镇), Tân Trang (新庄镇), Đàm Sơn (潭山镇), Phương Khê (芳溪镇), Thạch Thị (石市镇), Hoàng Cương (黄岗镇)
- Hương: Hoa Kiều (花桥乡), Đồng An (同安乡), Thiên Bảo (天宝乡), Kiều Tây (桥西乡)

Đơn vị ngang cấp hương khác
- Khu công nghiệp huyện Nghi Phong (宜丰县工业园区)
- Lâm trường: Xa Thượng (车上林场), Song Phong (双峰林场)
- Khu khai khẩn: Thạch Hoa Tiêm (石花尖垦殖场), Hoàng Cương Sơn (黄岗山垦殖场)